# Cheeta
Cheeta (ibland Cheetah, Cheta eller Chita) är en schimpansfigur som förekommer i ett antal Tarzanfilmer från 1930- till 1960-talet. 
Cheeta fungerade som en bifigur till Tarzan. Apans roll i filmerna var bland annat att vara komisk lättnad, förmedla meddelanden mellan Tarzan och hans vänner. Ibland leder apan Tarzans andra djurvänner till dennes undsättning. Cheeta har för det mesta framställts som hanne, men ibland som hona. Rollfiguren har spelats av både hannar och honor.
Trots att Cheeta är starkt förknippad med Tarzan så finns apan inte i Edgar Rice Burroughs böcker om Tarzan utan endast i filmerna. Det närmaste en schimpans som förekommer i böckerna var Tarzans följeslagare Nkima som är en apa, men inte nödvändigtvis en schimpans. Nkima förekommer i flera av de senare böckerna om Tarzan.

## Rollen som Cheeta
Rollfiguren Cheeta var en komplex roll och skapades i inspelningarna genom användning av flera olika djur. Journalisten R. D. Rosen beskrev det som "In each Tarzan movie, the Cheeta role [was] played by more than one chimp, depending on what talents the scene called for."
- Jiggs, född runt 1929, var en schimpanshanne ägd och tränad av Tony och Jaqueline Gentry[2][3][4][5] medverkade i de två första filmerna där Johnny Weissmuller hade titelrollen., Tarzan (1932) ochTarzan och den vita kvinnan (1934),[6][7]. Jiggs medverkade även i ett par andra Tarzanfilmer (Tarzan den orädde (1933),[8][7] och Tarzan och den gröna gudinnan (1935).[9][7]). I de sistnämnda filmerna föreställde Jiggs dock Nkima snarare än Cheeta. Jiggs avled den 28 februari 1938[5] eller den 1 mars 1938 i lunginflammation. Han begravdes den 2 mars 1938 på Los Angeles Pet Cemetery.[3][4] Jiggs skall inte förväxlas med Mr. Jiggs, en orangutang som medverkade i Djungelboken och ett antal andra filmer och som blev pensionerad i maj 1943.[10]

- David Holt, född 1927, var en barnskådespelare som fungerade som en "mänsklig Cheeta" i Tarzan den orädde (1933).[11]

- Jiggs Jr (även Jiggs II), född cirka 1935, var en schimpanshanne ägd och tränad av Tony and Jacqueline Gentry.[12]. Jiggs Jr uppges ha medverkat i ett antal Tarzanfilmer och eventuellt också andra filmer.[7] Han fördes troligen över till Baltimore Zoo när Gentry gjorde militärtjänst i andra världskriget. Hans slutliga öde är okänt.[7]

- En schimpans uppges ha varit en ung ställföreträdare till Jiggs i någon Weissmullers Tarzanfilmer och där vid ett tillfälle åtföljer Weissmuller och en 14-fots boaorm.[13]

- En schimpans uppges ha haft rollen som Cheeta i tio år 1933-1943.[14] Den sista filmen för denna schimpans var troligen Tarzans äventyr i öknen (1943) (eftersom den första filmen för dennes efterträdare var Tarzan och amazonerna (1945)[15])

- Cheta, född cirka 1937, var en schimpans av obestämt kön och tränad av George Emerson. Denne uppges vara den schimpans som i mars 1943 hade kontrakt med Metro för Tarzanfilmer.[10]

- En schimpans, med en tränare från St Louis Zoo, medverkade i Tarzan och amazonerna (1945).[14][15]

- En schimpans, tränad av Albert Antonucci, verkar ha spelat Cheeta under en treårsperiod (april 1949). Antonucci är Cheetas tränare i filmerna Tarzan och lejonjägarna (1947) och Tarzans magiska källa (1949)[16] så antagligen var det denna Cheeta som medverkade i dessa filmer och den mellanliggande Tarzan och kvinnan från havet (1948).

- Harry, född cirka 1944, var en schimpanshanne, förmodligen identisk med ovanstående. Han uppges ha spelat Cheeta i maj 1948.[17]

- Cheeta var en schimpans ägd och tränad av Pinky Jackson. Cheeta deltog i marknadsföringen av Tarzanfilmer i Maryland i december 1950.[18] Förmodligen var det denna Cheeta som medverkade i den då aktuella filmen Tarzan och slavflickan (1950).

- Cheeta, född cirka 1948, var en schimpanshona, ägd av Ed Rogers. Hon uppges ha förekommit i 42 filmer, bland annat Tarzanfilmer som Cheeta och TV-programmet Truth or Consequences som Beaulah. Hon avled den 6 september 1957 i Kalifornien, skjuten av vicesheriffen, efter att ha rymt ur sin bur, attackerat sin ägare och en grupp barn.[19]

- Zippy, född cirka 1951, var en schimpanshanne ägd och tränad av Ralph Quinlan. Han uppges ha medverkat i Tarzanfilmerna i mitten av 1950-talet.[20]

- C.J. var en orangutanghanne som uppges ha spelat Cheeta i nyinspelningen av Tarzan, apmannen (1981). Han är även känd som Clyde i Clint Eastwoodfilmen Every Which Way But Loose (1978).[21]

- Cheetah-Mike är en schimpanshanne ägd av pokerspelaren Nick Bickey och tidigare ägd av Johnny Weissmuller.[22] Han uppges vara född cirka 1931 (Februari 2008 anges hans ålder till 77 år)[22] och vara en av "original-Cheeta" från tiden med Johnny Weissmuller. Cheetah-Mike har bott på Suncoast Primate Sanctuary i Palm Harbor, Florida, sedan 1957.[23] Denna Cheetah dog i december 2011 i en ålder av 80 år och överlevde både Tarzan och Jane.[24]

- Cheeta, född cirka 1960, är en schimpanshanne tidigare ägd av Tony Gentry och som numera bor på C.H.E.E.T.A. Primate Sanctuary (Creative Habitats and Enrichment for Endangered and Threatened Apes) i Palm Springs, Kalifornien[25] Gentry har hävdat att Cheeta var född 1932, eller möjligen något senare under 1930-talet, och har medverkat i de flesta av filmerna med Johnny Weissmuller och Lex Barker. Av den anledningen har Cheeta länge ansetts som den schimpans som levt längst. Båda dessa påståenden avslöjades år 2008 som falska av journalisten R. D. Rosen i en artikel som påvisade schimpansens verkliga ålder och konstaterade att han dittills inte hade medverkat i några filmer alls, än mindre i rollen som Cheeta.[1]

## Utmärkelser
Den 31 mars 1995 förärades rollfiguren en stjärna på Palm Springs Walk of Stars. Stjärnan finns på 110 South Palm Canyon Drive. Sedan 2004 har flera försök gjorts att få en stjärna på Hollywood Walk of Fame, men det har hittills inte lyckats.